# كلوديا روسو
كلوديا روسو (بالإيطالية: Claudia Russo)‏ هي متسابقة ملكة الجمال إيطالية، ولدت في 1983 في مسينة في إيطاليا.